# Habralebra gillettei
Habralebra gillettei är en insektsart som beskrevs av Young 1957. Habralebra gillettei ingår i släktet Habralebra och familjen dvärgstritar. Inga underarter finns listade i Catalogue of Life.